# Jean Baptiste de Beauvais
Pour les articles homonymes, voir de Beauvais.
Jean Baptiste Charles Marie de Beauvais, né le 10 décembre 1731 à Cherbourg et mort le 4 avril 1790, est un prédicateur français, évêque de Senez et député des États généraux de 1789.

## Biographie
Fils d'un avocat du parlement de Paris, venu à Cherbourg comme régisseur du château de Tourlaville, et de Charlotte Luce, Jean Baptiste de Beauvais s'installa à Paris avec sa famille pour faire ses humanités au collège d'Harcourt, puis y suivre les cours de rhétorique de Charles Le Beau. Fortement affectée par la mort de son mari, la mère du jeune homme retourna à Cherbourg, le confiant à son oncle, chef du bureau de l'Agence générale et garde des archives du clergé.
Sur les conseils de son directeur spirituel, l'abbé Léger, prêtre de Saint-André-des-Arts, et contre les projets de son oncle, il opta pour la prêtrise après des études de philosophie à l'université de Paris. Admis au collège Sainte-Barbe, il quitta l'institution trop austère pour lui, au profit du séminaire de Saint-Nicolas-du-Chardonnet et du collège de Navarre, pour étudier le droit civil et le droit canon.
Il se rendit à Coutances pour y être ordonné prêtre en 1756, mais revint officier à la paroisse parisienne de Saint-André des Arts. Doué de grandes qualités oratoires, il ne tarda pas à se rendre célèbre dans Paris par ses homélies. En 1759, il fit le panégyrique de Vincent de Paul à Notre-Dame de Versailles, église de la paroisse de la cour. L'année suivante, Louis XV lui demanda de prononcer le sermon de la Cène. En 1765, il fit le panégyrique de Saint Louis devant l'académie, et celui de saint Augustin devant l'assemblée générale du clergé.
Grand vicaire de l'évêque de Noyon, l'abbé de Beauvais fut freiné pour l'accession à l'épiscopat par son humble naissance. Le roi le nomma enfin, sur l'insistance de ses filles, évêque de Senez, l'un des plus petits évêchés de France, en 1773. Préconisé le 14 février suivant, consacré le 20 mars à Saint-André-des-Arts, il prit possession de son évêché le 11 décembre 1774, et fit son entrée solennelle le 13.
Fraîchement évêque, il interpella Louis XV lors du sermon de la Cène, le Jeudi saint de 1774, en lui adressant ces mots : « Sire, mon devoir d'un ministre d'un Dieu de vérité m'ordonne de vous dire que vos peuples sont malheureux, que vous en êtes la cause, et qu'on vous le laisse ignorer. » On lui prête d'avoir prononcé ce jour-là dans ce sermon les paroles de Jonas : « Dans quarante jours Ninive sera détruite ». Or Louis XV mourut quarante jours plus tard. Pourtant, cette prédiction du décès royal est démentie par Louis de Sambucy Saint-Estève dans La Vie de M. de Beauvais. Malgré cette apostrophe qui avait ému vivement le Roi, Louis XVI lui demanda de prononcer l'oraison funèbre du monarque défunt en la basilique de Saint-Denis, le 27 juillet 1774. Son discours, jugé irrespectueux, le contraignit à se retirer à Senez. Il fut cependant désigné en 1775 pour siéger à l’assemblée générale du clergé à Paris comme représentant de la province d'Embrun, et prononça le discours d'ouverture.
Se jugeant trop faible pour son ministère, il se démit de son siège d'évêque en 1783, et revint auprès de l'archevêque de Paris, Juigné. Lors des États généraux de 1789, il fut élu député du clergé par le bailliage extra-muros de Paris, mandat qu'il accepta, après hésitations. Opposé à l'esprit des Lumières, même s'il souhaitait une réforme du régime, il rejeta le climat de l'assemblée et ses aspirations d'audace et d'anarchie. Aussi, malade, s'effaça-t-il rapidement des débats sans y jouer aucun rôle. Son état se dégrada alors rapidement, et mourut en avril 1790, seul à l'archevêché après que Juigné eut préféré quitter la capitale pour sa sûreté. Selon son souhait, il fut inhumé en l'église des missionnaires du Mont-Valérien, puis, au moment de sa destruction, transféré en 1823 dans le nouveau cimetière.
On a de lui des sermons, ainsi que des oraisons funèbres, dont celles de Louis XV, du duc de Parme (1766), du maréchal de Muy (1776) et de Charles de Broglie, évêque de Noyon (1777). Ses sermons ont été imprimés à Paris, en 1806, en quatre volumes in-12, par un intime, l'abbé Germain Gallard. Décrit sur son épitaphe comme un « défenseur acharné de la Religion contre les impies, de la vérité en présence des Rois », il dénonçait, par l'éloquence de ses discours engagés, les excès de la monarchie absolue, l'incompréhension du peuple par la cour opulente, mais, face à la montée des idées des Lumières, il craignait la fin de l'Ancien Régime.
Il est enterré au cimetière du Mont-Valérien (Suresnes).

## Citations
- « Soyez au milieu d'eux comme l'un d'eux et veillez à leur bonheur. » 1760, à Louis XV à propos du peuple
- « Sire, mon devoir de ministre du Dieu de vérité m'ordonne de vous dire que vos peuples sont malheureux, que vous en êtes la cause et qu'on vous le laisse ignorer. » 1774, à Louis XV
- « Le silence des peuples est la leçon des rois. » 1774, oraison funèbre de Louis XV, repris par Mirabeau le 15 juillet 1789 dans un discours